# Giro d’Italia 2021/9. Etappe
Die 9. Etappe des Giro d’Italia 2021 führte am 16. Mai 2021 über 158 Kilometer von Castel di Sangro nach Campo Felice.
Sieger der Bergankunft der 1. Kategorie wurde Egan Bernal (Ineos Grenadiers) mit 7 Sekunden Vorsprung vor Giulio Ciccone (Trek-Segafredo) und Aleksandr Vlasov (Astana-Premier Tech). Bernal übernahm die Maglia Rosa von Attila Valter (Groupama-FDJ), der auf dem 25. Rang 49 Sekunden verlor.
Nach ca. 30 Kilometern bildete sich eine größere Spitzengruppe, aus der heraus der Führende der Bergwertung Gino Mäder (Bahrain Victorious) die erste Bergwertung der zweiten Kategorie gewann. Sein Teamkollege Matej Mohorič stürzte in dieser Gruppe in der folgenden Abfahrt schwer und musste das Rennen aufgeben. Nachdem diese Ausreißergruppe gestellt worden war und ein weiterer Fluchtversuch erfolglos geblieben war, setzte sich 70 Kilometer vor dem Ziel eine 17-köpfige Spitzengruppe ab, zu der auch Geoffrey Bouchard (Ag2r Citroën) gehörte, der schon Teil der ersten Fluchtgruppe war. Bouchard gewann die nächsten beiden Bergwertungen und übernahm damit die Maglia Azzurra des Führenden. Dabei setzte er sich am vorletzten Anstieg mit Simon Carr (EF Education-Nippo) ab, wurde aber von 600 Meter vor dem Ziel von Bernal gestellt, der kurz zuvor aus der Favoritengruppe heraus attackiert hatte.

## Ergebnis
| \| Etappenergebnis \| Etappenergebnis \| Etappenergebnis \| Etappenergebnis \| Etappenergebnis \| \| Fahrer \| Fahrer \| Land \| Team \| Zeit \| \| --------------- \| ---------------------- \| --------------- \| ---------------------- \| --------------- \| \| 1. \| Egan Bernal \| Kolumbien \| Ineos Grenadiers \| 4 h 08 min 23 s \| \| 2. \| Giulio Ciccone \| Italien \| Trek-Segafredo \| + 7 s \| \| 3. \| Alexander Wlassow \| Russland \| Astana-Premier Tech \| + 7 s \| \| 4. \| Remco Evenepoel \| Belgien \| Deceuninck-Quick Step \| + 10 s \| \| 5. \| Daniel Martin \| Irland \| Israel Start-Up Nation \| + 10 s \| \| 6. \| Damiano Caruso \| Italien \| Bahrain Victorious \| + 12 s \| \| 7. \| Romain Bardet \| Frankreich \| Team DSM \| + 12 s \| \| 8. \| Marc Soler \| Spanien \| Movistar Team \| + 12 s \| \| 9. \| Daniel Felipe Martínez \| Kolumbien \| Ineos Grenadiers \| + 12 s \| \| 10. \| João Almeida \| Portugal \| Deceuninck-Quick Step \| + 12 s \| |                        |            |                        |                 |
| |                        |            |                        |                 |
| Quelle: ProCyclingStats |                        |            |                        |                 |
| Etappenergebnis |                        |            |                        |                 |
| Fahrer | Fahrer                 | Land       | Team                   | Zeit            |
| 1. | Egan Bernal            | Kolumbien  | Ineos Grenadiers       | 4 h 08 min 23 s |
| 2. | Giulio Ciccone         | Italien    | Trek-Segafredo         | + 7 s           |
| 3. | Alexander Wlassow      | Russland   | Astana-Premier Tech    | + 7 s           |
| 4. | Remco Evenepoel        | Belgien    | Deceuninck-Quick Step  | + 10 s          |
| 5. | Daniel Martin          | Irland     | Israel Start-Up Nation | + 10 s          |
| 6. | Damiano Caruso         | Italien    | Bahrain Victorious     | + 12 s          |
| 7. | Romain Bardet          | Frankreich | Team DSM               | + 12 s          |
| 8. | Marc Soler             | Spanien    | Movistar Team          | + 12 s          |
| 9. | Daniel Felipe Martínez | Kolumbien  | Ineos Grenadiers       | + 12 s          |
| 10. | João Almeida           | Portugal   | Deceuninck-Quick Step  | + 12 s          |

## Gesamtstände
| \| Gesamtwertung \| Gesamtwertung \| Gesamtwertung \| Gesamtwertung \| Gesamtwertung \| \| Fahrer \| Fahrer \| Land \| Team \| Zeit \| \| ------------- \| ----------------- \| ---------------------- \| ---------------------- \| ---------------- \| \| 1. \| Egan Bernal \| Kolumbien \| Ineos Grenadiers \| 35 h 19 min 22 s \| \| 2. \| Remco Evenepoel \| Belgien \| Deceuninck-Quick Step \| + 15 s \| \| 3. \| Alexander Wlassow \| Russland \| Astana-Premier Tech \| + 21 s \| \| 4. \| Giulio Ciccone \| Italien \| Trek-Segafredo \| + 36 s \| \| 5. \| Attila Valter \| Ungarn \| Groupama-FDJ \| + 43 s \| \| 6. \| Hugh Carthy \| Vereinigtes Königreich \| EF Education-Nippo \| + 44 s \| \| 7. \| Damiano Caruso \| Italien \| Bahrain Victorious \| + 45 s \| \| 8. \| Daniel Martin \| Irland \| Israel Start-Up Nation \| + 51 s \| \| 9. \| Simon Yates \| Vereinigtes Königreich \| BikeExchange \| + 55 s \| \| 10. \| Davide Formolo \| Italien \| UAE Team Emirates \| + 1 min 01 s \| |                   |                        |                        |                  |
| |                   |                        |                        |                  |
| Quelle: ProCyclingStats |                   |                        |                        |                  |
| Gesamtwertung |                   |                        |                        |                  |
| Fahrer | Fahrer            | Land                   | Team                   | Zeit             |
| 1. | Egan Bernal       | Kolumbien              | Ineos Grenadiers       | 35 h 19 min 22 s |
| 2. | Remco Evenepoel   | Belgien                | Deceuninck-Quick Step  | + 15 s           |
| 3. | Alexander Wlassow | Russland               | Astana-Premier Tech    | + 21 s           |
| 4. | Giulio Ciccone    | Italien                | Trek-Segafredo         | + 36 s           |
| 5. | Attila Valter     | Ungarn                 | Groupama-FDJ           | + 43 s           |
| 6. | Hugh Carthy       | Vereinigtes Königreich | EF Education-Nippo     | + 44 s           |
| 7. | Damiano Caruso    | Italien                | Bahrain Victorious     | + 45 s           |
| 8. | Daniel Martin     | Irland                 | Israel Start-Up Nation | + 51 s           |
| 9. | Simon Yates       | Vereinigtes Königreich | BikeExchange           | + 55 s           |
| 10. | Davide Formolo    | Italien                | UAE Team Emirates      | + 1 min 01 s     |

| Punktewertung | Punktewertung     | Punktewertung | Punktewertung               | Punktewertung |
| Fahrer        | Fahrer            | Land          | Team                        | Punkte        |
| ------------- | ----------------- | ------------- | --------------------------- | ------------- |
| 1.            | Tim Merlier       | Belgien       | Alpecin-Fenix               | 83 P.         |
| 2.            | Giacomo Nizzolo   | Italien       | Qhubeka Assos               | 76 P.         |
| 3.            | Elia Viviani      | Italien       | Cofidis                     | 69 P.         |
| 4.            | Davide Cimolai    | Italien       | Israel Start-Up Nation      | 66 P.         |
| 5.            | Peter Sagan       | Slowakei      | Bora-Hansgrohe              | 57 P.         |
| 6.            | Fernando Gaviria  | Kolumbien     | UAE Team Emirates           | 56 P.         |
| 7.            | Matteo Moschetti  | Italien       | Trek-Segafredo              | 42 P.         |
| 8.            | Filippo Tagliani  | Italien       | Androni Giocattoli-Sidermec | 39 P.         |
| 9.            | Filippo Fiorelli  | Italien       | Bardiani CSF Faizanè        | 39 P.         |
| 10.           | Dylan Groenewegen | Niederlande   | Jumbo-Visma                 | 36 P.         |

| Bergwertung | Bergwertung       | Bergwertung | Bergwertung                        | Bergwertung |
| Fahrer      | Fahrer            | Land        | Team                               | Punkte      |
| ----------- | ----------------- | ----------- | ---------------------------------- | ----------- |
| 1.          | Geoffrey Bouchard | Frankreich  | AG2R Citroën Team                  | 51 P.       |
| 2.          | Egan Bernal       | Kolumbien   | Ineos Grenadiers                   | 48 P.       |
| 3.          | Gino Mäder        | Schweiz     | Bahrain Victorious                 | 44 P.       |
| 4.          | Bauke Mollema     | Niederlande | Trek-Segafredo                     | 23 P.       |
| 5.          | Giulio Ciccone    | Italien     | Trek-Segafredo                     | 20 P.       |
| 6.          | Kobe Goossens     | Belgien     | Lotto-Soudal                       | 18 P.       |
| 7.          | Francesco Gavazzi | Italien     | Eolo-Kometa                        | 17 P.       |
| 8.          | Vincenzo Albanese | Italien     | Eolo-Kometa                        | 16 P.       |
| 9.          | Rein Taaramäe     | Estland     | Intermarché-Wanty-Gobert Matériaux | 13 P.       |
| 10.         | Remco Evenepoel   | Belgien     | Deceuninck-Quick Step              | 13 P.       |

| Nachwuchswertung | Nachwuchswertung       | Nachwuchswertung | Nachwuchswertung      | Nachwuchswertung |
| Fahrer           | Fahrer                 | Land             | Team                  | Zeit             |
| ---------------- | ---------------------- | ---------------- | --------------------- | ---------------- |
| 1.               | Egan Bernal            | Kolumbien        | Ineos Grenadiers      | 35 h 19 min 22 s |
| 2.               | Remco Evenepoel        | Belgien          | Deceuninck-Quick Step | + 15 s           |
| 3.               | Alexander Wlassow      | Russland         | Astana-Premier Tech   | + 21 s           |
| 4.               | Attila Valter          | Ungarn           | Groupama-FDJ          | + 43 s           |
| 5.               | Daniel Felipe Martínez | Kolumbien        | Ineos Grenadiers      | + 1 min 12 s     |
| 6.               | Tobias Foss            | Norwegen         | Jumbo-Visma           | + 2 min 22 s     |
| 7.               | Jai Hindley            | Australien       | Team DSM              | + 4 min 27 s     |
| 8.               | João Almeida           | Portugal         | Deceuninck-Quick Step | + 4 min 55 s     |
| 9.               | Harold Tejada          | Kolumbien        | Astana-Premier Tech   | + 7 min 34 s     |
| 10.              | Lorenzo Fortunato      | Italien          | Eolo-Kometa           | + 8 min 27 s     |

| Mannschaftswertung | Mannschaftswertung    | Mannschaftswertung     | Mannschaftswertung |
| Team               | Team                  | Land                   | Zeit               |
| ------------------ | --------------------- | ---------------------- | ------------------ |
| 1.                 | Ineos Grenadiers      | Vereinigtes Königreich | 6 h 01 min 14 s    |
| 2.                 | Team BikeExchange     | Australien             | + 3 min 26 s       |
| 3.                 | Trek-Segafredo        | Vereinigte Staaten     | + 5 min 47 s       |
| 4.                 | Bahrain Victorious    | Bahrain                | + 6 min 49 s       |
| 5.                 | Deceuninck-Quick Step | Belgien                | + 7 min 44 s       |
| 6.                 | EF Education-Nippo    | Vereinigte Staaten     | + 10 min 49 s      |
| 7.                 | Team DSM              | Deutschland            | + 11 min 05 s      |
| 8.                 | Movistar Team         | Spanien                | + 14 min 07 s      |
| 9.                 | Jumbo-Visma           | Niederlande            | + 20 min 07 s      |
| 10.                | Astana-Premier Tech   | Kasachstan             | + 26 min 40 s      |

## Ausgeschiedene Fahrer
- Clément Champoussin (Ag2r Citroën Team) erkrankt aufgegeben
- Matej Mohorič (Bahrain Victorious) nach Gehirnerschütterung aufgegeben
- Jasper De Buyst (Lotto Soudal) aufgegeben
- Tomasz Marczyński (Lotto Soudal) nicht gestartet (Long COVID)[2]